# Kisamor

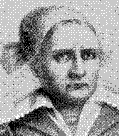
Maria "Kisamor" Jansson, ur Svenskt biografiskt handlexikon (1906).

Maria Jaensson, känd som Kisamor född 30 juli 1788 i Hardemo socken, Örebro län, död 27 februari 1842, var en svensk naturläkare; hennes verkliga namn var Maria Jansson eller Jaenson, men hon är känd under namnet Kisamor. Hon är ett av de mer berömda exemplen på vad man förr kallade klok gumma. 

## Biografi
Som barn till en man som ägnade sig åt läkekonsten, Läkar Jan, hade hon själv visat intresse för medicin. Hennes far var ovillig att låta henne ägna sig åt yrket och gifte bort henne med en bonde, men äktenskapet slutade i skilsmässa. 
Hon kallades ofta att besöka sjuka, och i samband med ett sjukbesök kallades hon till Horns socken i Östergötlands län, där hon som tack för lyckad behandling fick en bostad, Katrinebergs gård, i gåva av ett par rika kvinnor år 1814. Här etablerades hon som naturläkare, besökte de sjuka i stugorna eller tog emot dem i sin bostad och i Kisa gästgivargård, vilket gav henne namnet Kisamor. Patienter kom till henne från hela landet.
Hon är en omtalad person i folktraditionen, men mycket av det som finns skrivet om henne är grundat på muntliga källor. Ett exempel som inte kunnat beläggas fullt ut är att hon efter en session med kungen skall ha givits ett intyg på att fritt få utöva läkaryrket (1825). Karl-Henrik Tallmo hävdade 1972 att det inte kan beläggas, medan Pia Höjerberg 1990 hävdade att Kisamors sekreterare Jonas Jonsson skall ha sagt att så var fallet.
Kisamor är begravd på kyrkogården till Horns kyrka, Östergötland. Hon lämnade efter sig en för tiden ganska god förmögenhet.